# Muhammet Özkal
Muhammet Özkal (* 26. November 1999 in Körfez) ist ein türkischer Fußballspieler.

## Karriere
Özkal wurde 1999 in Körfez geboren und fing mit dem Fußballspielen im Alter von elf Jahren in der Jugendabteilung von Körfez SK an. Dort spielte er bis 2018, wobei er die letzten zwei Spielzeiten in der ersten Mannschaft verbrachte und somit auch seine ersten Einsätze in der TFF 2. Lig verbuchen konnte. Die darauffolgenden zwei Spielzeiten verbrachte er bei BB Bodrumspor.
In der Winterpause 2019/20 wurde Özkal von dem Erstligisten Denizlispor verpflichtet. In seinem ersten Spiel, gegen Galatasaray Istanbul, in der höchsten türkischen Liga erzielte er nach einem Eckstoß sein erstes Tor. 2024 wechselte er zu 24 Erzincanspor zurück in die TFF 2. Lig.